# Bandeira da Moldávia

Obverso da bandeira

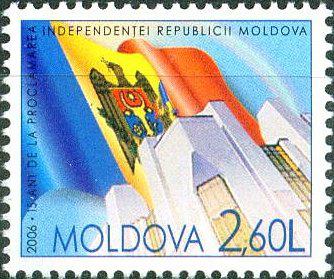
Bandeira moldávia no selo em comemoração aos 15 anos de independência do país

A bandeira nacional da Moldávia (Moldova) é uma tricolor de azul (significa o mar) (à tralha), amarelo (significa o trigo e a cevada) e vermelho (significa o sangue derramado nas invasões). No centro, inclui o seu brasão de armas (uma águia que suporta um escudo com a imagem de uma cabeça de boi) para a distinguir da bandeira da Roménia. Também é semelhante as bandeiras do Chade, Soka Gakkai Internacional, e muito parecida com a bandeira da Andorra, apenas mudando o brasão.

## Desenho
Seu desenho consiste em um retângulo de proporção largura-comprimento de 2:1. O retãngulo é dividido verticalmente em três faixas de igual largura nas cores azul-amarelo-vermelho a partir do mastro. Na faixa amarela central está o Brasão de armas da Moldávia.

## Galeria

Bandeira nacional da República Democrática da Moldávia (1917-1918)
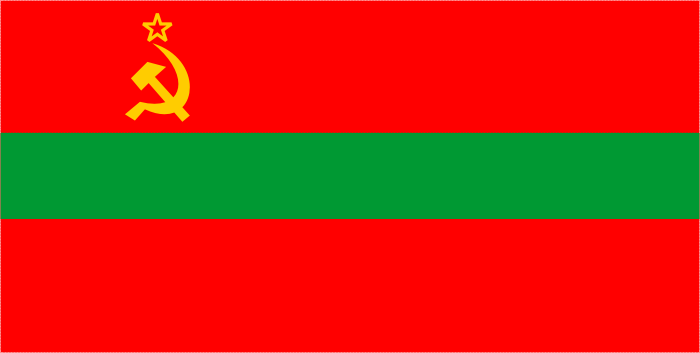
Bandeira da RSS da Moldávia (1952-1990)